# Ohvida
Ohvida là một chi nhện trong họ Ctenidae.